# Accessoriskt mineral
Accessoriska mineral är sådana mineral som förekommer i en bergart i mindre mängd (normalt under 5%) utöver det fåtal väsentliga beståndsdelar, som är karakteristiska för bergarten i fråga, och som kallas huvudmineral. Accesoriska mineral ligger således inte till grund för bergartssystematiken. Som accessoriska mineral i eruptiva bergarter förekommer t. ex. malmmineralen, apatit, titanit och zirkon ganska allmänt.
Lokala ansamlingar av accessoriska mineral kan ofta utgöra brytvärda malmer eller industrimineral.